# Бодковці
Бодковці (словен. Bodkovci) — поселення в общині Юршинці, Подравський регіон‎, Словенія.